# Francisco Xavier da Costa Aguiar de Andrada
Francisco Xavier da Costa Aguiar de Andrada, primer y único Barón Aguiar de Andrada GCC (São Paulo, 1822 - Washington, 25 de marzo de 1893) fue un magistrado y diplomático brasileño y fue embajador plenipotenciario en varias ocasiones.

## Biografía
Hijo de Francisco Xavier da Costa Aguiar de Andrada e Zelinda María de Andrada, y hermano de la baronesa de Penedo. Se casó con su prima Jesuina da Costa Aguiar de Andrada. Fue Ministro Plenipotenciario en Portugal, embajador de Brasil en Uruguay y sucedió a Lafayette Rodrigues Pereira como presidente de los Tribunales de Arbitrales Anglo-Chileno, Italo-chileno, franco-chileno y alemán-chileno, establecidos en Santiago con motivo de la Guerra del Pacífico de Chile contra Perú y Bolivia. Murió durante una misión diplomática en Washington D. C., que trató el tema de las Misiones.

## Títulos y honores Nobles
Le fue otorgado las Cruces de la Orden de la Rosa, la Orden Militar de Cristo, Orden de la Corona de Hierro y la Orden Medjidie, además de ser consejero imperial. Fue Aguiar Barón de Andrada, título conferido por decreto imperial en 3 de mayo de 1876.